# Val Gardena
Pour les articles homonymes, voir Gardena.
Le val Gardena (en ladin : Gherdëina, en allemand : Gröden) est une haute vallée alpine d'environ 25 km de long située dans les Dolomites, au Nord de l'Italie. La vallée fait partie de la Ladinie, région caractérisée par la prédominance de la langue ladine. Elle est connue pour ses stations de ski.

## Géographie

### Situation

Vue du mont Sëura dans le val Gardena.

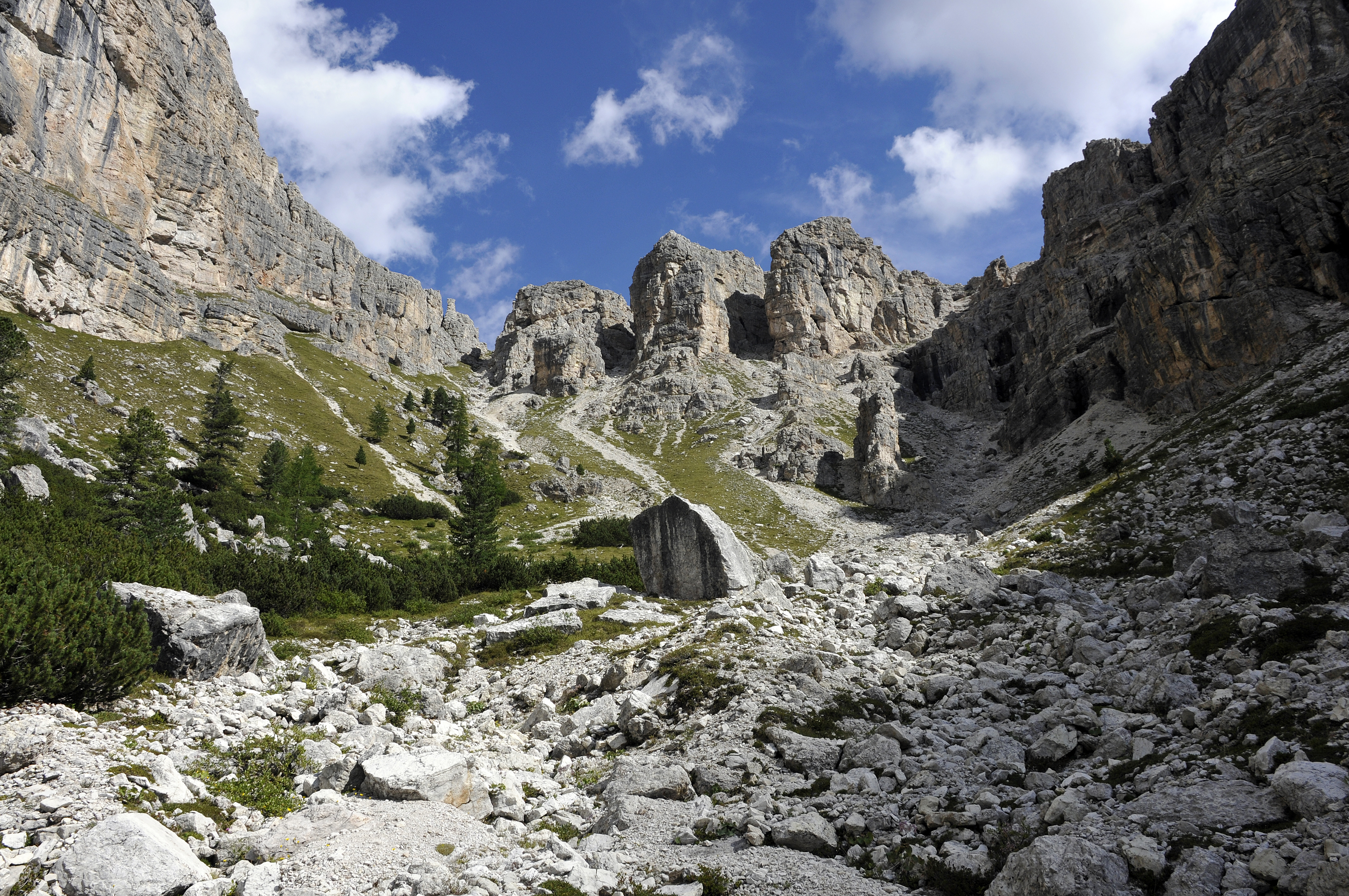
Vue du val Lietres dans le val Gardena.

Le val Gardena commence au col de Sella (2 244 m) dans les Dolomites pour s'orienter ensuite en direction de l'ouest et déboucher 25 km plus loin dans la vallée de l'Isarco.
La vallée est entourée par les chaînes de montagnes des Dolomites de Gardena qui comprennent le groupe des Odle et le groupe du Puez au nord, le groupe du Sella à l'est et le groupe du Sassolungo au sud.
Elle s'étend principalement sur trois communes, Ortisei, Santa Cristina Valgardena et Selva di Val Gardena. Quatre hameaux de la commune de Castelrotto (Oltretorrente, Roncadizza, Bulla et Alpe di Siusi) ainsi que les communes de Ponte Gardena et de Laion font géographiquement partie de la vallée, bien que ces entités géographiques aient pour langue principale l'allemand et non le ladin.

### Hydrologie
Le val Gardena est traversé par le rio Gardena, dont le bassin versant est de 199 km2. C'est l'un des affluents les plus importants de l'Isarco.
Dans le val Gardena se trouvent de nombreux lacs, généralement au-dessus de 2 000 m d'altitude : le lech dl Dragon (2 680 m), le lac Crespëina (2 380 m), les lacs lech Sant (2 096 m), le lech d'Iman (2 208 m), le lech da Rijeda 2 135 m) ou encore le lech dla Scaies (2 050 m) sur l'alpage de Mastlè.

### Géologie
Les formations géologiques de grès de Val Gardena prennent leur nom de Val Gardena. La partie supérieure du val Gardena est taillée dans les calcaires triassiques et présente des montagnes aux abords abrupts. La partie aval traverse l'extrémité du plateau de porphyres primaires de Bolzano, le plus vaste champ d'expansion de roches volcaniques existant dans les Alpes. Ces roches sont visibles sur les escarpements rougeâtres des versants de la vallée.

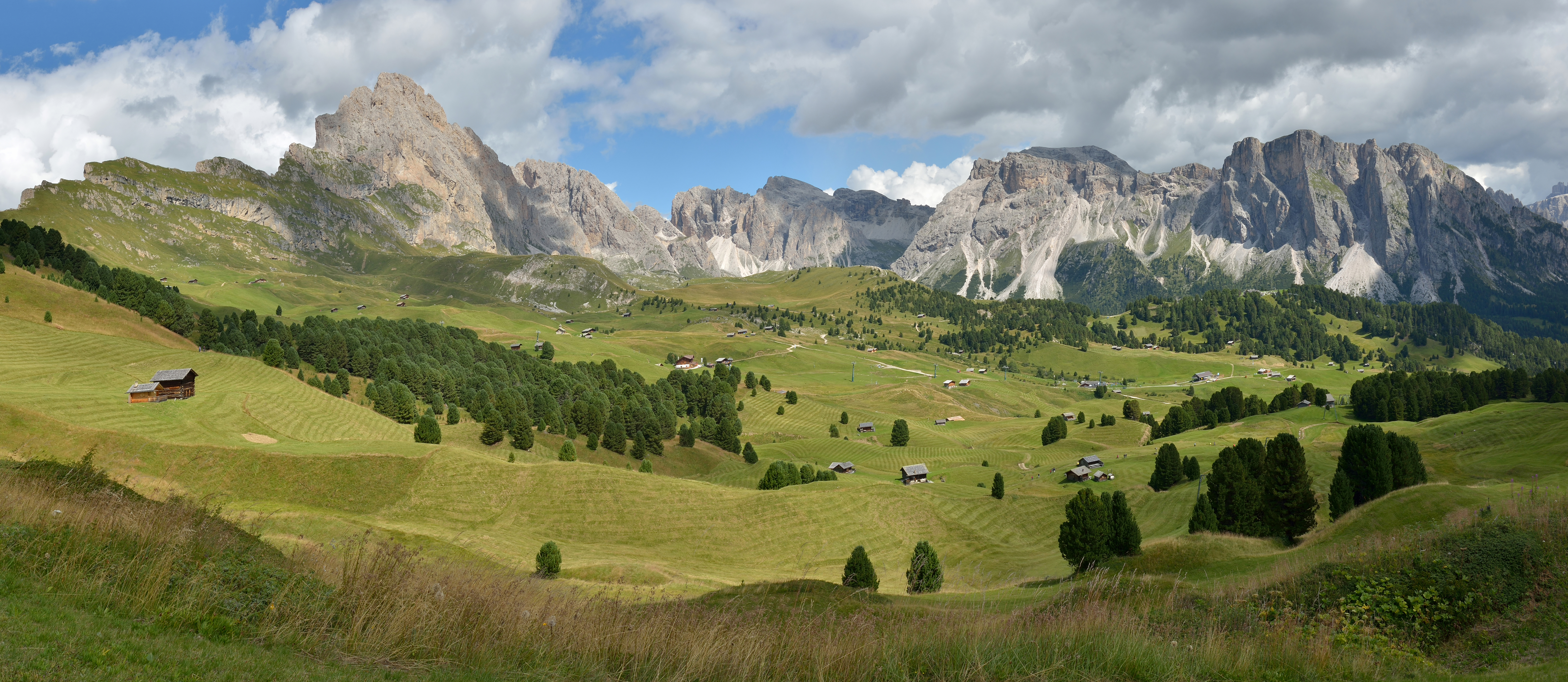
L'alpage de Mastlé, dans le val Gardena, près de la commune Santa Cristina Valgardena.

Vue des Dolomites du val Gardena depuis les flancs du Seceda, dans le parc naturel Puez - Odle, couvert de neige en août.

## Histoire
Jusqu'en 1918, le val Gardena fait partie de la monarchie autrichienne (empire d'Autriche), puis Autriche-Hongrie (Cisleithanie après le compromis de 1867), dans le district de Bolzano, dans la province du Tyrol. La région intégre le royaume d'Italie après la Première Guerre mondiale.

## Infrastructure et transport

### Routier
La vallée est traversée par la route nationale 242, qui s'étend de Ponte Gardena au col Sella. À Plan di Gralba, localité de la commune de Selva di Val Gardena, la route nationale 243 permet d'accéder au col Gardena. Dans la partie aval de la vallée, la SP64 donne accès à Castelrotto depuis Ortisei.
Depuis 2013, compte tenu de l'introduction de la taxe de séjour, la « Val Gardena Mobil Card » est introduite comme contrepartie pour les touristes du val Gardena. Il s'agit d'une carte fournie gratuitement par les structures membres de la société d'hébergement où les clients séjournent qui permet au porteur d'utiliser gratuitement tous les moyens de transport publics, dans tout le Tyrol du Sud. La validité est d'une semaine à compter de la première utilisation et comprend un nombre illimité d'utilisations pendant cette période. 
Pour la mobilité avec des voitures électriques, des bornes de recharge gratuites ou partiellement payantes ont été introduites. Il existe différentes bornes de recharge publiques dans les trois communes, ainsi que dans divers établissements d'hébergement.

### Ferroviaire
Jusqu'en 1960, la vallée est traversée par le chemin de fer du Val Gardena (it), qui, de Chiusa, passe par Ortisei et Santa Cristina Valgardena, pour atteindre Selva di Val Gardena. Le site ferroviaire de la partie haute de la vallée est au contraire devenu un sentier pédestre reliant les différents villages. Aucun des projets de reconstruction n'a été suivi et aucune infrastructure ferroviaire n'a été préservée, à l'exception des viaducs et tunnels.
En 2004, un funiculaire souterrain a été ouvert, reliant Ruacia et le téléphérique du Seceda-Col Raiser : le Gardena Ronda Express. Il permet de relier tous les domaines skiables de la vallée.

## Société
La population indigène de cette vallée est de langue maternelle ladine (environ 85 à 90 % de la population), tandis que la vallée est officiellement trilingue et toutes les dénominations sont signalées en italien, ladin et allemand.

## Économie

### Tourisme
La branche la plus importante de l'économie est le tourisme, en particulier le tourisme lié aux sports d'hiver.

### Artisanat

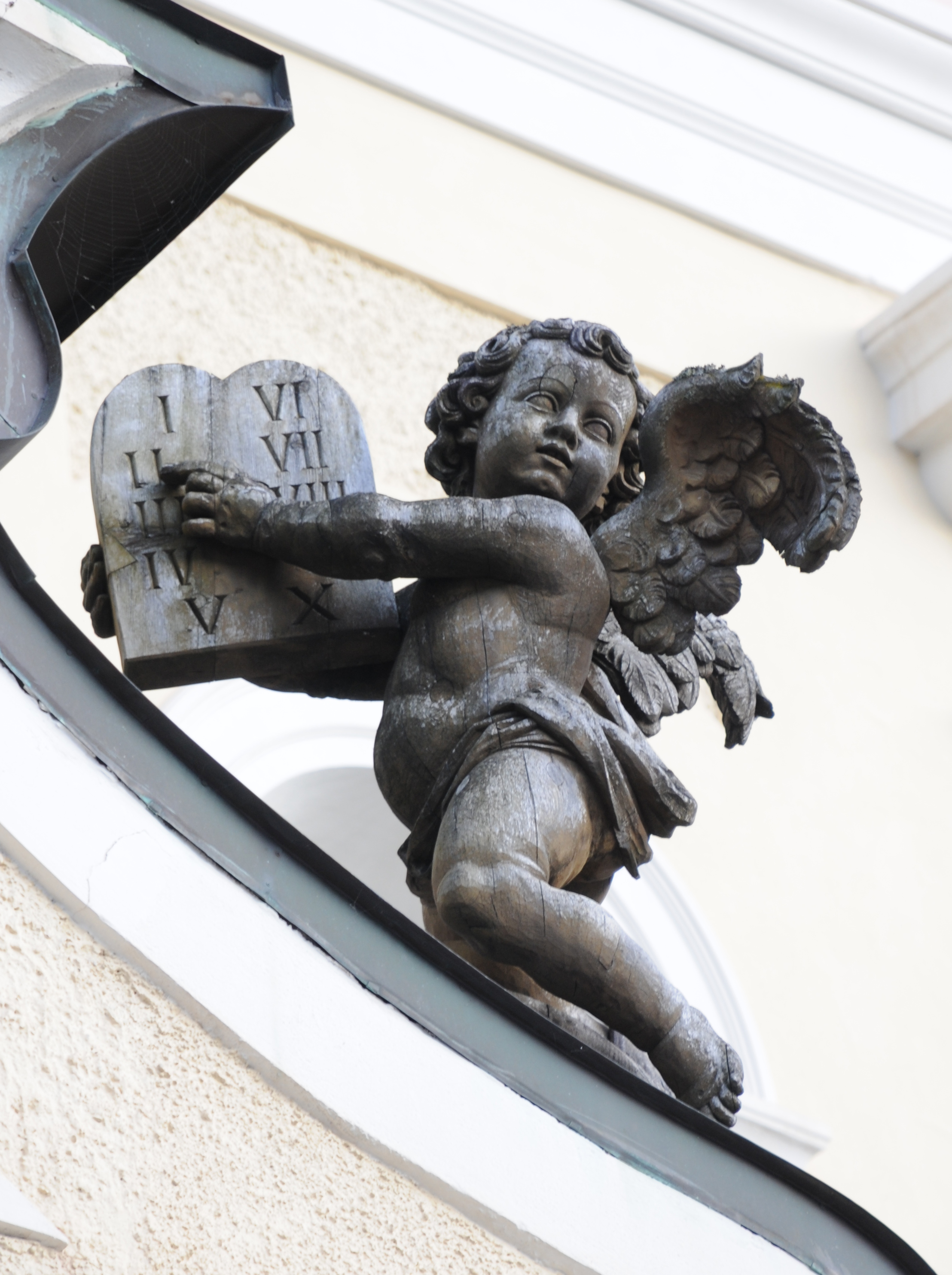
Sculpture en bois provenant du val Gardena.

La sculpture sur bois avec la création de statues, de figures et de mobilier d'église et autrefois de jouets est une industrie importante, notamment à Ortisei.
L'art de la sculpture sur bois de la vallée est né au début du XVIIe siècle avec les familles d'artistes Trebinger et Vinazer, dont les membres ont reçu leur formation notamment dans la vallée de l'Isarco à Bressanone avec Adam Baldauf et peut-être Hans Reichle, mais aussi à Venise et à Rome. Déjà au XVIIIe siècle, plus de quarante sculpteurs sur bois étaient actifs dans tout le val Gardena. L'art sacré de la sculpture sur bois a connu un essor particulier grâce à la création de l'école de dessin à Ortisei. La formation des sculpteurs sur bois de la vallée dans les académies d'art de Munich et de Vienne a ensuite permis au val Gardena d'acquérir une position d'influence dans cet art. En 1856 est construite la route nationale 242 puis, en 1867, la ligne de chemin de fer de Brenner qui relie Vérone et Innsbruck est fonctionnelle, ce qui rend plus facile et plus rapide l'exportation de jouets et de mobilier d'église en bois. La plupart des sculptures sur bois du val Gardena sont fabriquées à partir de pin cembro.
La région est également réputée pour l'élevage d'alpagas et pour une production modeste de vêtements et de tissus, obtenus de l'artisanat de la laine de ces animaux.

## Sport

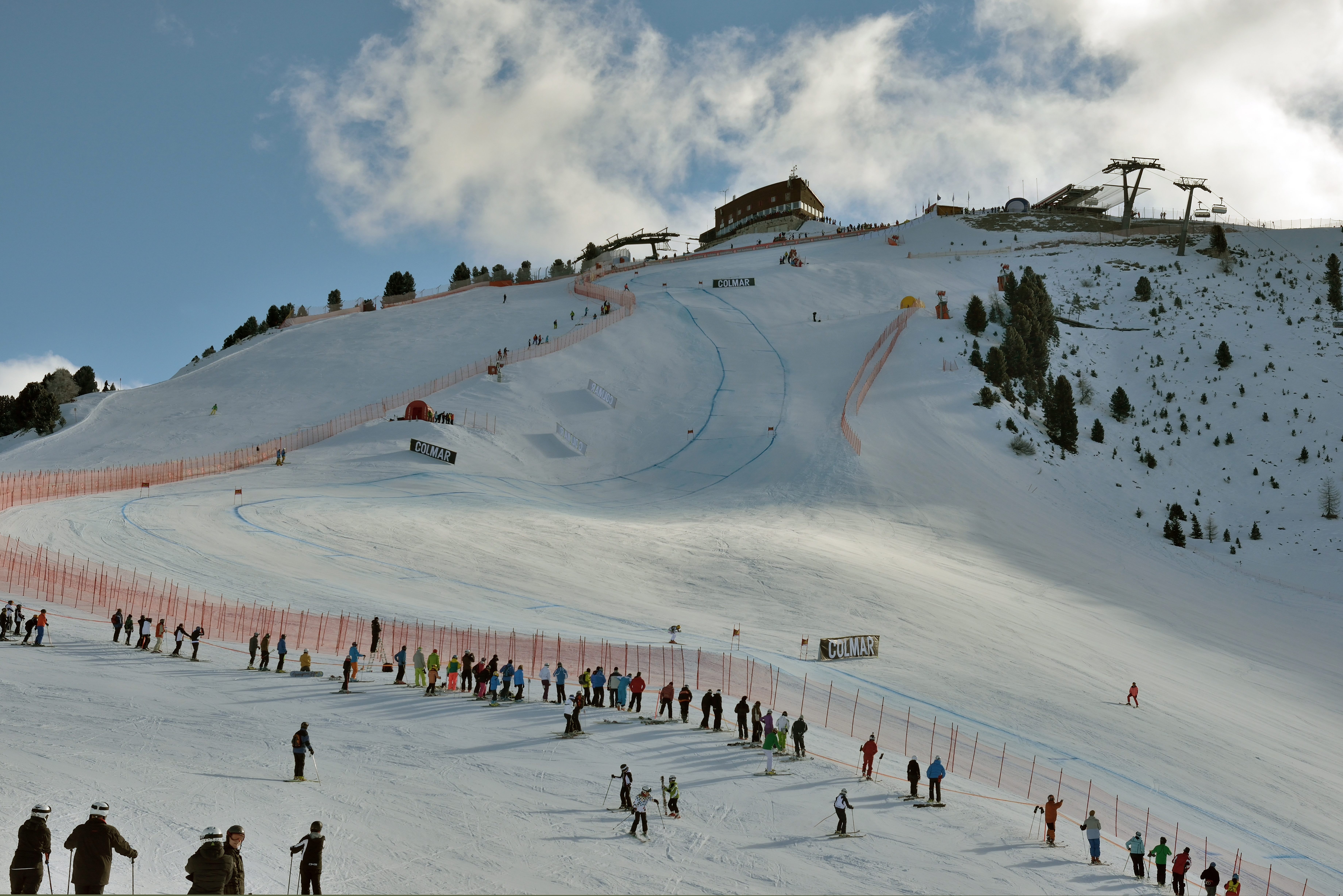
Piste de Coupe de monde de ski alpin à Saslong.

La vallée est surtout connue pour ses stations de ski, où de nombreuses compétitions internationales sont organisées, ainsi que des étapes de la Coupe du monde de ski alpin. Ces dernières années, un Super G et une course de descente ont eu lieu sur la piste Saslong. Val Gardena compte 175 km de pistes de ski alpin, 83 remontées mécaniques et 115 km de pistes de ski de fond.
En 1970, la vallée accueille les championnats du monde de ski alpin. Chaque année se déroule aussi une compétition de patinage artistique.
Carolina Kostner, championne mondiale et européenne de patinage artistique, cousine d'Isolde Kostner, skieuse de haut niveau, est l'une des personnalités sportives originaires de la vallée. Peter Runggaldier et le grimpeur Karl Unterkircher sont aussi originaires du val Gardena.
La vallée offre aux amateurs d'escalade de nombreuses possibilités, dont certaines des voies font partie des plus célèbres des Dolomites. Les via ferrate les plus connues sont : Tridentina, Schuster, Meisules, Sass Rigais, Piz Duleda et Sandro Pertini.

## Monuments

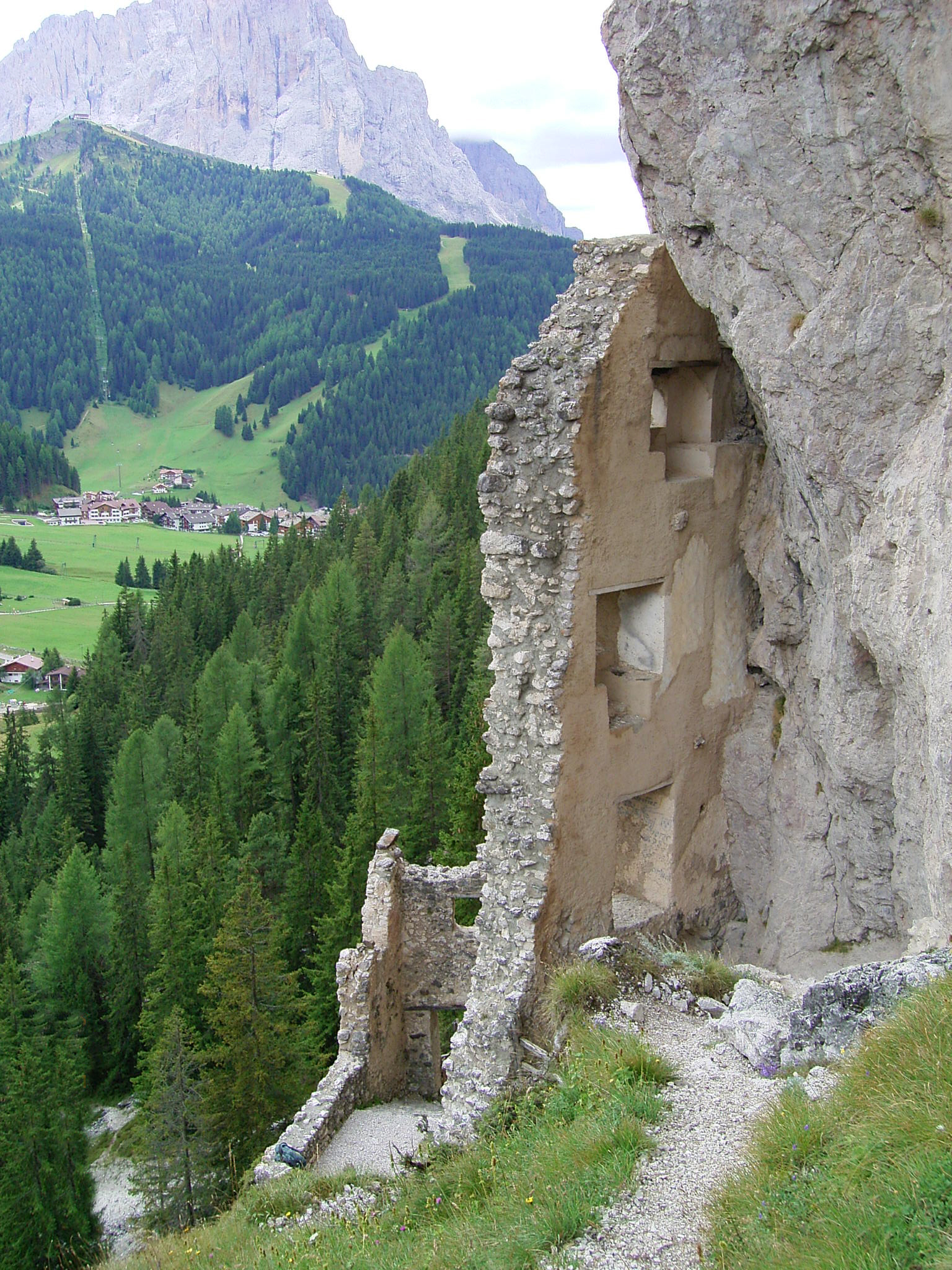
Ruines du château Wolkenstein.

### Châteaux
Dans le val Gardena, il y a trois ruines d'anciens châteaux médiévaux : 
- Stetteneck, connu pour sa légende racontée par Karl Felix Wolff ;
- Fischburg, un château possédé par la noble famille vénitienne Franchetti ;
- Wolkenstein.

## Culture
De nombreux films de Luis Trenker sont tournés dans le val Gardena.
En 1967, Roman Polański y tourne les plans extérieurs de son film Le Bal des vampires.